# Sidney Perham
Sidney Perham, född 27 mars 1819 i Woodstock, Massachusetts (i nuvarande Maine), död 10 april 1907 i Washington, D.C., var en amerikansk republikansk politiker och religiös ledare. Han var ledamot av USA:s representanthus 1863–1869 och Maines guvernör 1871–1874.
Perham var verksam som jordbrukare i Maine och år 1863 tillträdde han som kongressledamot. Efter tre mandatperioder i representanthuset beslutade han att inte ställa upp för omval i kongressvalet 1868.
Perham efterträdde 1871 Joshua Chamberlain som guvernör och efterträddes 1874 av Nelson Dingley. I sitt religiösa sambund, universalisterna, var Perham aktiv som ordförande i Universalist General Convention (senare känd som Universalist Church of America). I en ålder av 88 år dog Perham år 1907 och gravsattes på Lakeside Cemetery i Bryant Pond i Maine.